# Naqada I

Mapa de la cultura Nagada I.

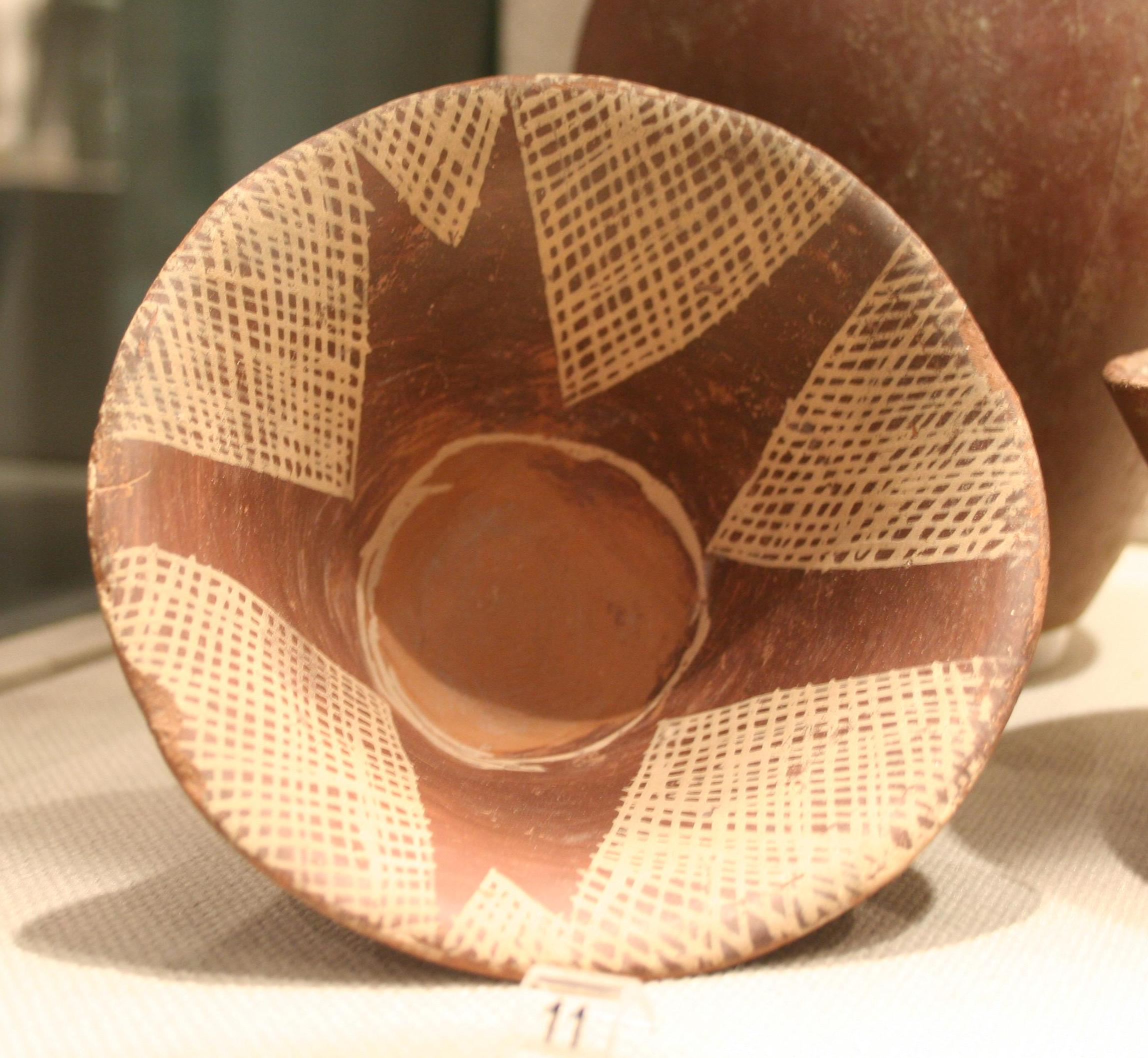
Cuenco de cerámica roja con decoración blanca. Museo Egipcio de la Universidad de Leipzig.

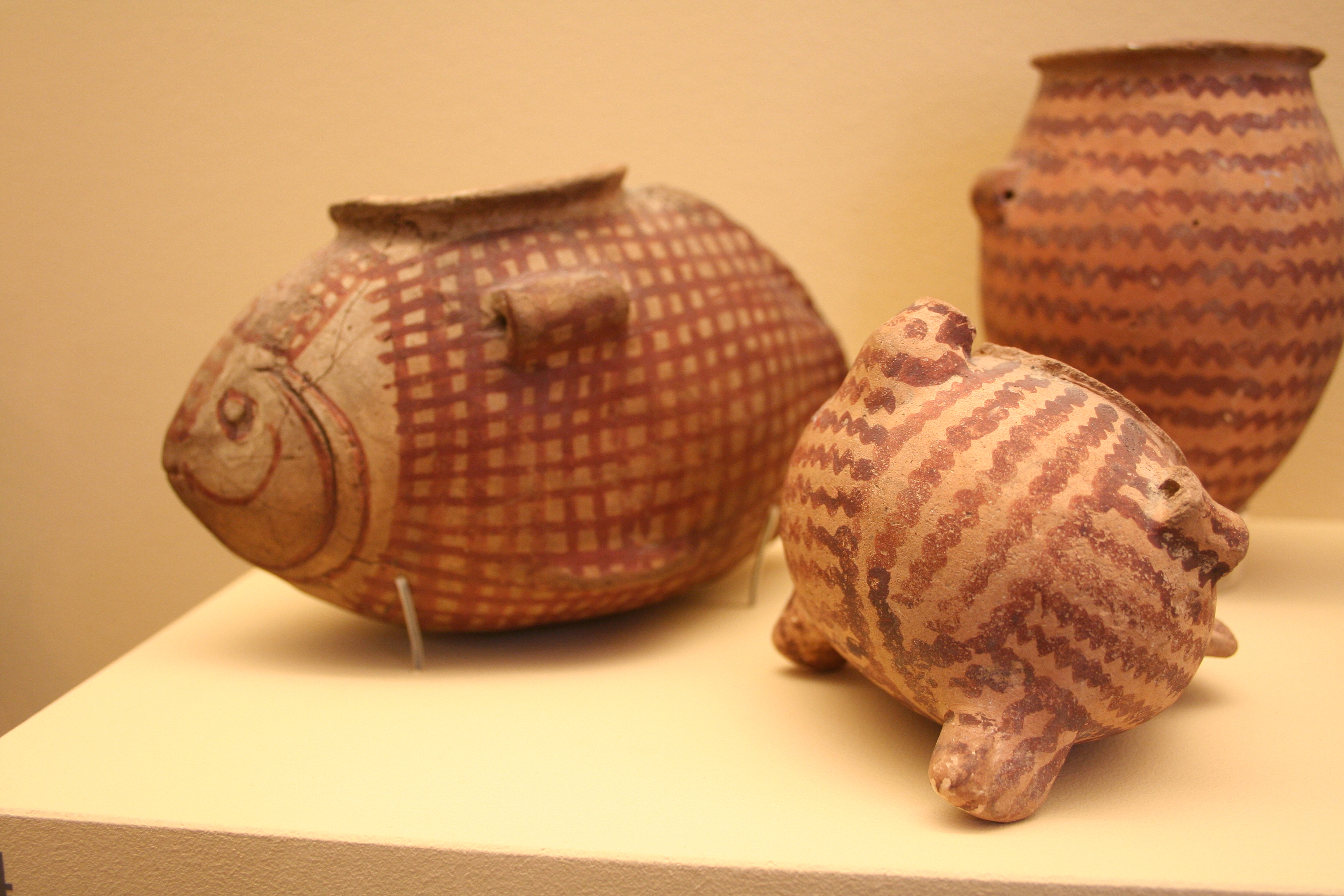
Vasijas de cerámica de Nagada I.

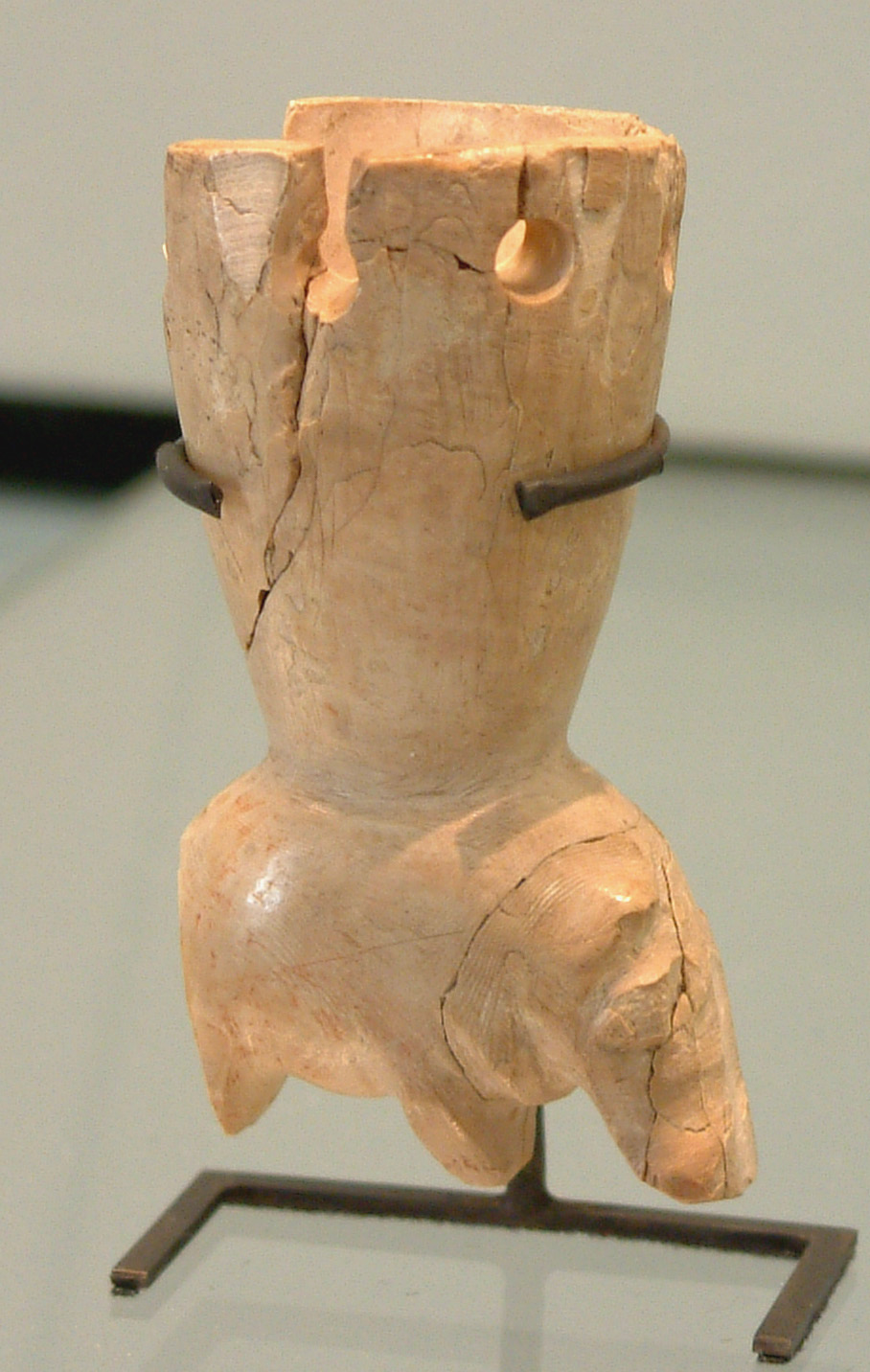
Figura de hipopótamo, tallada en marfil de dicho animal, de la cultura Naqada I. Museo del Louvre.

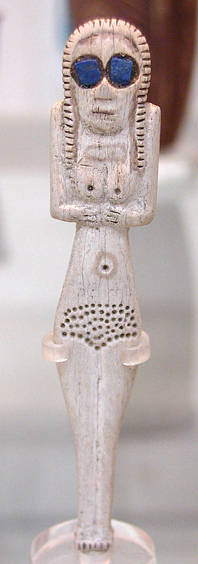
Estatuilla femenina en hueso, con ojos de lapislázuli.

Naqada I, o Nagada I, fue la cultura del periodo predinástico de Egipto, llamada también Amratiense, que se extendió de Matmar, en el norte, hasta Uadi Kubbaniya al sur, teniendo su núcleo en el meandro de Qena. Está datada entre el 4000 y 3500 a. C.
El nombre de Naqada I, le fue asignado por Werner Kaiser en 1957, para reforzar la idea de continuidad con los periodos siguientes: Naqada II y Naqada III. Naqada era una pequeña población que se llamaba en egipcio antiguo Nubt (Dorada), aunque cada una de las culturas existentes conformó un núcleo independiente.
Hacia 4000 a. C. la cultura Badariense, se desarrolló por un tiempo en paralelo y luego dándole paso a la cultura Amratiense, después llamada Nagada I. El cambio se caracteriza por la estratificación social, artesanía mejorada y nuevas formas artísticas, y su expansión más al sur. Las tumbas se hicieron más grandes junto con otras pequeñas y sencillas; los asentamientos se hicieron permanentes.
Por sus características se divide en los estadios de Naqada Ia, Naqada Ib, Naqada Ic, y hasta un Naqada Id (más discutible), que algunos sitúan en realidad dentro del período Naqada IIa. Durante los periodos Ia, Ib, y Ic se incrementa progresivamente la estratificación social, pero desde Ic se detiene.

## Primeras entidades políticas
La formación de entidades políticas comenzó en Nagada I. Nagada y otras ciudades evolucionaron hacia poderes locales que fueron los primeros organizados de Egipto. Quizás la necesidad de colaboración en la explotación agrícola y la importación de materiales, hizo necesaria la aparición de líderes. Se estima que acaeció una evolución similar, por la misma época, en la cultura Maadi-Buto, en la zona del delta del Nilo.

## Actividad económica
La alimentación era fundamentalmente pescado y otros animales como gacelas; también comían cereales: cebada, guisantes y otras variedades.
Se han detectado importaciones de Siria, Canaán, Nubia y Mesopotamia; aparece incluso lapislázuli de Afganistán.

## Artesanía
La piedra era mejor trabajada y eran frecuentes las bifaciales. Aparecieron también elementos decorativos; se han encontrado figurillas de cerámica, hueso y marfil. Su fósil director son los utensilios de cerámica roja con decoraciones blancas. A la cerámica le siguió la pintura en rojo pero con dibujos lineales o geométricos; es también de esta época la aparición de cucharas, peines y agujas, pero casi ningún indicio de metales.
De este periodo sólo se han encontrado objetos de metal en El-Hammamiya y Jattara. En Hieracómpolis se encontró un horno y una estructura rectangular, que parece indicar edificios permanentes y mejor construidos que una simple choza, para población sedentaria.
También se han encontrado paletas romboidales de pizarra y cabezas de maza de piedra.

## Tumbas
Las tumbas se conformaron como agujeros ovalados, con el difunto enterrado en posición contraída, la cabeza orientada al oeste (tal vez ya se creyese que, donde el sol se ponía, se encontraba el reino de los muertos) y el cuerpo apoyado sobre su costado izquierdo. Bajo el cuerpo, a menudo, se extendía una estera y bajo la cabeza un fragmento de tela o piel. Este tipo de prácticas funerarias, constatadas en otras necrópolis amratienses, nos indican una posible creencia en la resurrección asociada con el culto solar (Martí P. Coronado, en Revista Más Allá de la Ciencia, n.º 336, marzo de 2017).
Personas y animales aparecen enterrados juntos en Mahasna, Abadiya, Al-Amra, Gebelein y Hieracómpolis; en Al-Amra, algunas tumbas están acompañadas de cornamentas.
En las necrópolis se aprecia una diferencia social en los enterramientos. Se han encontrado muchos tipos de cementerios: en el N y el B hay más de 112 tumbas. Al final del período, la estratificación social se aprecia en el cementerio T, con pocas pero ricas tumbas que debieron corresponder a la élite. En Abadiya se encontró una tumba (B101) con mucha cerámica, la pintura de un antílope, seis esferas de arcilla blanqueada, una estatuilla de hipopótamo, pulseras y tres dientes de hipopótamo.

## Yacimientos
Entre las aldeas excavadas está la de Hemmamiya, que es típica, con nueve estructuras circulares hundidas parcialmente bajo tierra, con restos de haber sido un hogar y otras zonas de almacén.
Hieracómpolis (Nejen) aparece también en el periodo de Naqada I, pero fue más importante en los periodos siguientes, y se estima que estaba bien situada para el comercio con Nubia y próxima al desierto oriental.
Abidos, que será importante en el período Naqada III y posteriormente por el culto al dios Osiris, conserva un cementerio del periodo Naqada I con signos de estratificación social. La tumba U-502, del final del período, es de un niño prematuro, con mucha cerámica, ocho figuras femeninas y tres masculinas, que se atribuyen al establecimiento del sistema hereditario.